# Dehidroemetină
Emetina este un alcaloid izochinolinic derivat de la emetină, fiind utilizat ca antiprotozoaric antiamoebian. Calea de administrare disponibilă este cea orală.